# Katzbalger
Katzbalger je kratek renesančni široki meč, za katerega je značilen branik v obliki črke S ali cifre 8. Dolžina takšnega meča je bila nekje od 75 do 85 cm, tehtal pa je od 1 do 2 kg. Bil je tipičen meč landsknehtov.